# Герцогство Браччано
Герцогство ди Браччано (итал. Ducato di Bracciano) — итальянское средневековое герцогство, лен Папского государства. Оно было создано в 1560 году для Паоло Джордано I Орсини (1541—1585), сеньора ди Браччано (1545—1560). Название герцогского титула происходит от названия озера Браччано и города Браччано, в окрестностях Рима. В Браччано правила ветвь дома Орсини с титулами сеньора (1417—1560) и герцога (1560—1696).

## История

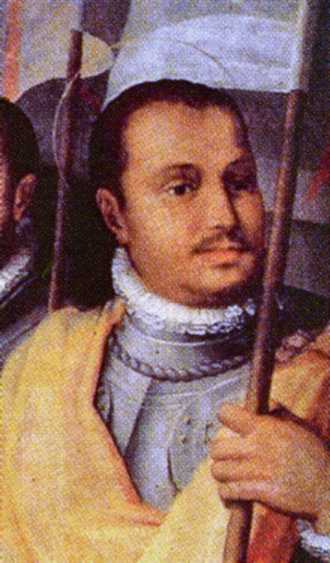
Портрет Паоло Джордано Орсини, первого герцога ди Браччано, портрет Джованни Мария Буттери, 1575 год

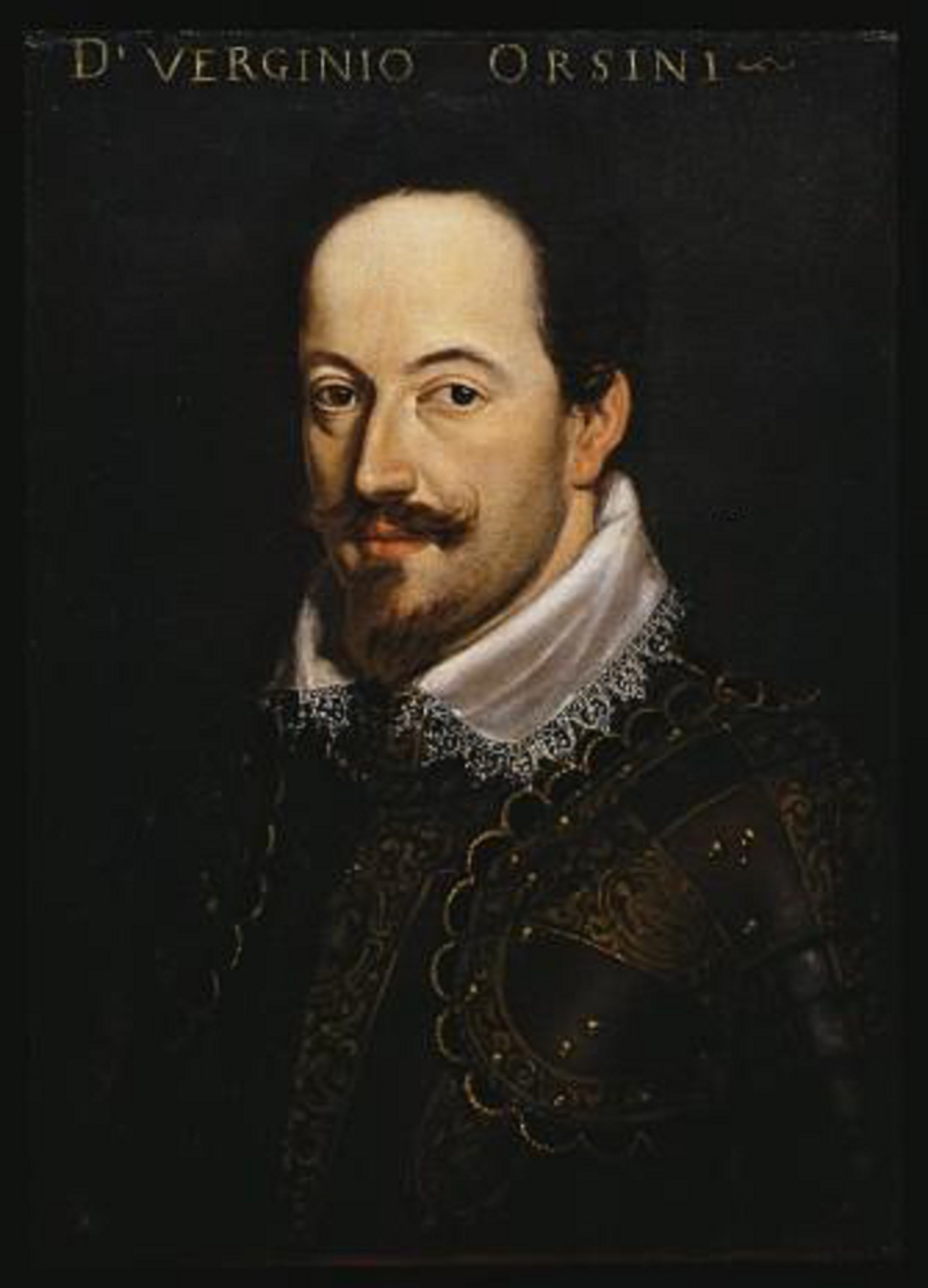
Вирджинио Орсини, 2-й герцог ди Браччано, неизвестный флорентийский художник

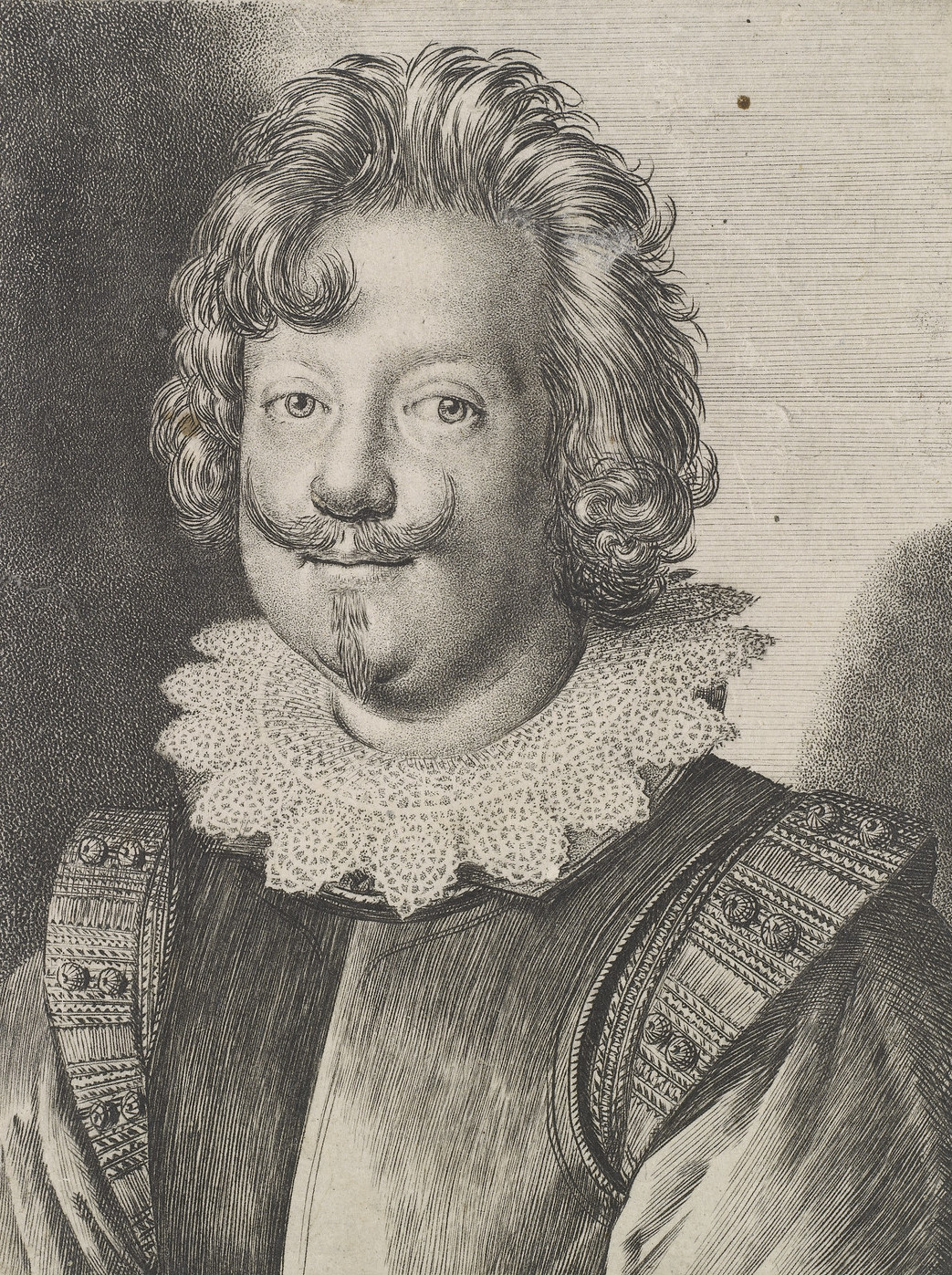
Паоло Джордано II Орсини, 3-й герцог ди Браччано, портрет Оттавио Леони, 1625 год

Дом Орсини правил в Браччано с 1417 года, когда Карло, потомок Наполеоне Орсини (ум. ок. 1267), был назначен папой римским Мартином V сеньором ди Браччано. После смерти Карло в 1445 году Браччано управляли его прямые потомки по мужской линии (Наполеоне Орсини, Вирджинио Джентиле, Джованни Джордано, Джироламо и Паоло Джордана Орсини). В 1558 году Паоло Джордано I Орсини, 6-й сеньор ди Браччано, женился на Изабелле Медичи (1542—1576), дочери великого герцога Тосканского Козимо Медичи. Чтобы получить согласия дома Медичи на этот брак, папа римский Пий IV возвел сеньорию Браччано в ранг герцогства и объявил его леном Папского государства. Новый герцог простроил новый акведук и постепенно подчинил местных баронов своей власти.
В составе герцогства Браччано находились семь главных городов — Браччано, Ангвиллара-Сабация, Черветери, Тревиньяно, Канале-Монтерано, Кампаньяно и Формелло, а также двадцать пяти других крепостей, таких как Пало и Виано.
Вассалы папы римского и короля Испании, Орсини смогли создать крупное феодальное государство, которое начиналось с графств Тальякоццо (откуда происходила ветвь сеньоров и герцогов Браччано), Альба-Адриатика и Карсоли, в Неаполитанском вице-королевстве им принадлежала область вокруг Субьяко и заканчивалось в Тирренском море недалеко от Кастелло-ди-Паоло. Наполеоне Орсини избрало Браччано своей столицей, превратив его в крупную военную крепость и элегантную резиденцию. Герцогам Браччано принадлежал дворец Монте-Джордано в Риме, их местом захоронения был Собор Сан-Стефано в Браччано.
После трагических событий, связанных с браками Паоло Джордано I Орсини с Изабеллой де Медичи и Витторией Аккорамбони, наиболее заметным герцогом стал его внук, Паоло Джордано II Орсини (1591—1656), который стал князем Священной Римской империи в 1623 году. Он был женат на Изабелле Аппиано (1577—1651), став принцем-консортом Пьомбино. Постепенно герцогство стало приходить в упадок, так как его правящая династия перестала проживать в Браччано и проявляла к своим владениям мало интереса. Последний герцога Браччано, Флавио I Орсини (1620—1698), остро нуждавшийся в деньгах, начал распродавать свои земли семьям Киджи и дель Грилло. В 1696 году Флавио Орсини продал герцогский титул и остальные владения дому Одескальки. После смерти Флавио Орсини его вдова Мария-Анна де Ла Тремуйль переехала в Мадрид, где король Филипп V сделал её придворной дамой королевы Марии-Луизы Савойской. Но в 1714 году новая королева Елизавета Фарнезе отправила в отставку Марию-Анну де Ла Тремуйль за её постоянное вмешательство в испанскую политику. Она вернулась в Рим, где умерла в 1722 году. Герцогство Браччано перешло под контроль дома Одескальки, а затем было возвращено папой римским Иннокентием XII в состав Папского государства.

## Сеньоры и герцоги ди Браччано

### Сеньоры ди Браччано
- 1414—1445: Карло Орсини (ум. 1445), 1-й сеньор де Браччано, сын Джованни Орсини, сеньора ди Нерола (ум. 1393). Был женат на Паоле Джерониме Орсини ди Тальякоццо
- 1445—1480: Наполеоне Орсини (ок. 1420 — 3 октября 1480), 2-й сеньор де Браччано, старший сын предыдущего. Был женат на Франческе Орсини ди Монтеротондо
- 1480—1497: Вирджинио Джентиле Орсини (ок. 1445 — 17 января 1497), 3-й сеньор де Браччано, старший сын предыдущего. Был женат на Изабелле Орсини ди Салерно
- 1497—1517: Джованни Джордано Орсини (ум. 1517), 4-й сеньор ди Браччано, старший сын предыдущего. Был женат на Марии Сесилии д’Арагона-Неаполь и Феличе делла Ровере, незаконнорожденной дочери папы римского Юлия II
- 1517—1545: Джироламо Орсини (ум. 1545), 5-й сеньор ди Браччано, второй сын предыдущего. Был женат на Франческе Сфорца ди Санта-Фиора
- 1545—1560: Паоло Джордано I Орсини (1 января 1541 — 13 ноября 1585), 6-й сеньор ди Браччано, старший сын предыдущего. Был женат на Изабелле ди Медичи и Виттории Аккорамбони.

### Герцоги ди Браччано
- 1560—1585: Паоло Джордано I Орсини (1 января 1541 — 13 ноября 1585), 1-й герцог ди Браччано, старший сын Джироламо Орсини, 5-го сеньора ди Браччано. Был женат на Изабелле ди Медичи и Виттории Аккорамбони.
- 1585—1615: Вирджинио Орсини (1572 — 9 сентября 1615), 2-й герцог ди Браччано. Был женат на Флавии Перетти Дамаскени, племяннице папы римского Сикст V
- 1615—1646: Паоло Джордано II Орсини (1591 — 24 мая 1646), 3-й герцог ди Браччано, старший сын предыдущего. Был женат на Изабелле Аппиано, принцессе ди Пьомбино
- 1646—1660: Фердинандо Орсини (ум. 4 марта 1660), 4-й герцог ди Браччано, младший брат предыдущего. Был женат на Джустиане Орсини
- 1660—1696: Флавио Орсини (4 марта 1620 — 5 апреля 1696), 5-й герцог ди Браччано, второй сын предыдущего. Был женат на Ипполите Людовизи и Марии-Анне де Ла Тремуйль.